# João-da-palha
Trepa-caniços-de-bico-curvo, joão-da-palha (Limnornis curvirostris) ou junqueiro-de-bico-curvo (nome científico: Limnornis curvirostris) é uma espécie de ave da família Furnariidae.
Pode ser encontrada nos seguintes países: Argentina, Brasil e Uruguai.
Os seus habitats naturais são: pântanos e costas arenosas.